# Oude observatorium te Peking

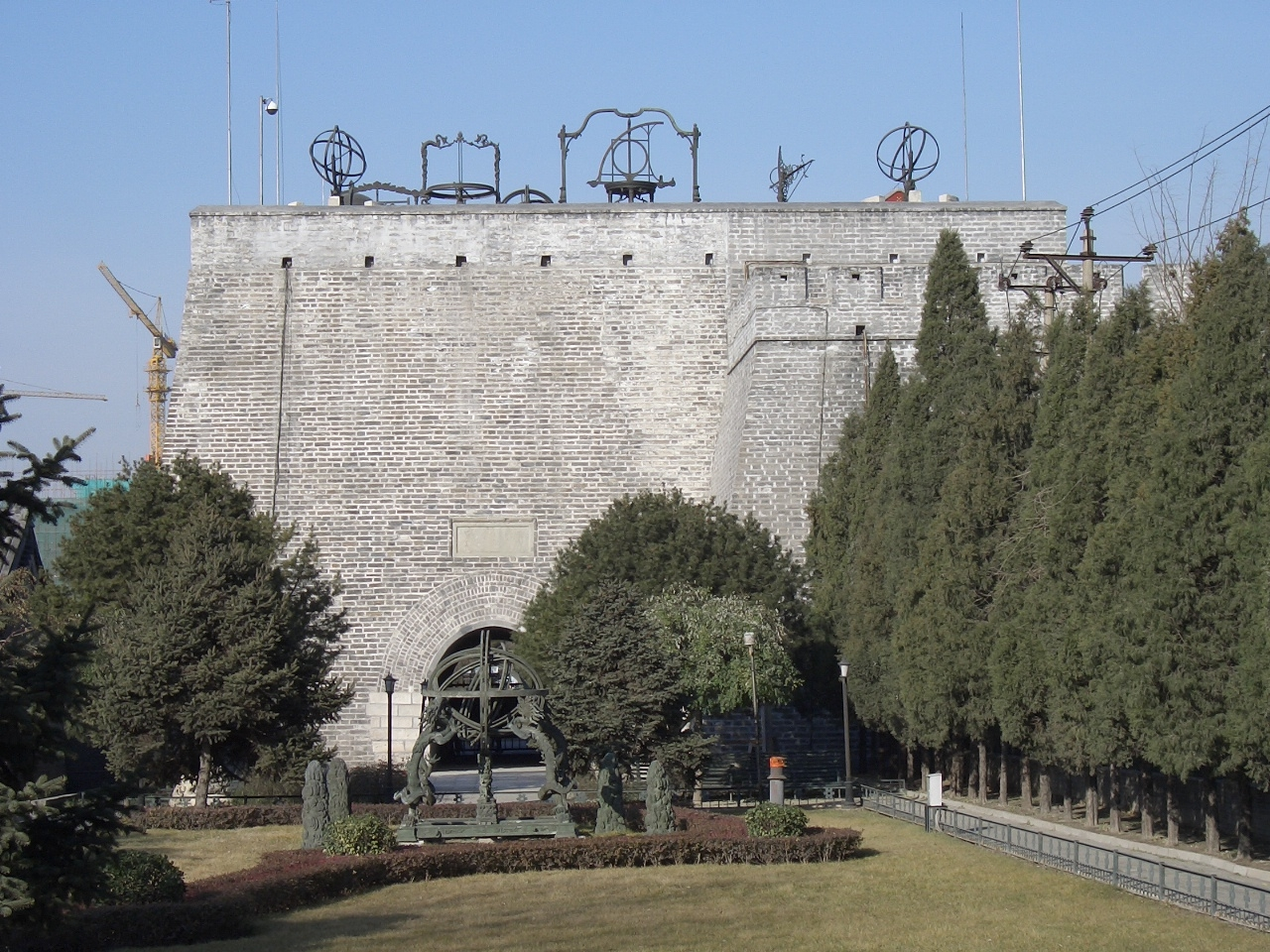
Achterkant van het platform van het oude observatorium

Het Oude Observatorium te Peking werd tijdens de Yuan-Dynastie onder Koeblai Khan in 1279 door de astronomen Wáng Xún (王恂)en Guō Shǒujìng (郭守敬) in de buurt van de tegenwoordige locatie gesticht. Kopieën van de oorspronkelijke instrumenten bevinden zich ten westen van de uitzichttoren bij het tegenwoordige tentoonstellingsgebouw. Die uitzichttoren is nog van de Ming-dynastie, 1442. Het grootste deel van de daar tentoongestelde oude instrumenten werd gebouwd in 1442 tijdens de Ming-dynastie en later nog verbeterd tijdens de Qing-dynastie, dus na 1644.
Het Oude Observatorium van Beijing is een van de oudste observatoria ter wereld. De gehele museum ruimte beslaat een oppervlak van 10.000 m². Het observatorium zelf bevindt zich op een 15 meter hoog stenen platform van 40 bij 40 meter, een uitbouw van de oude stadswal van de Ming-dynastie, zoals boven gezegd.

## Geschiedenis

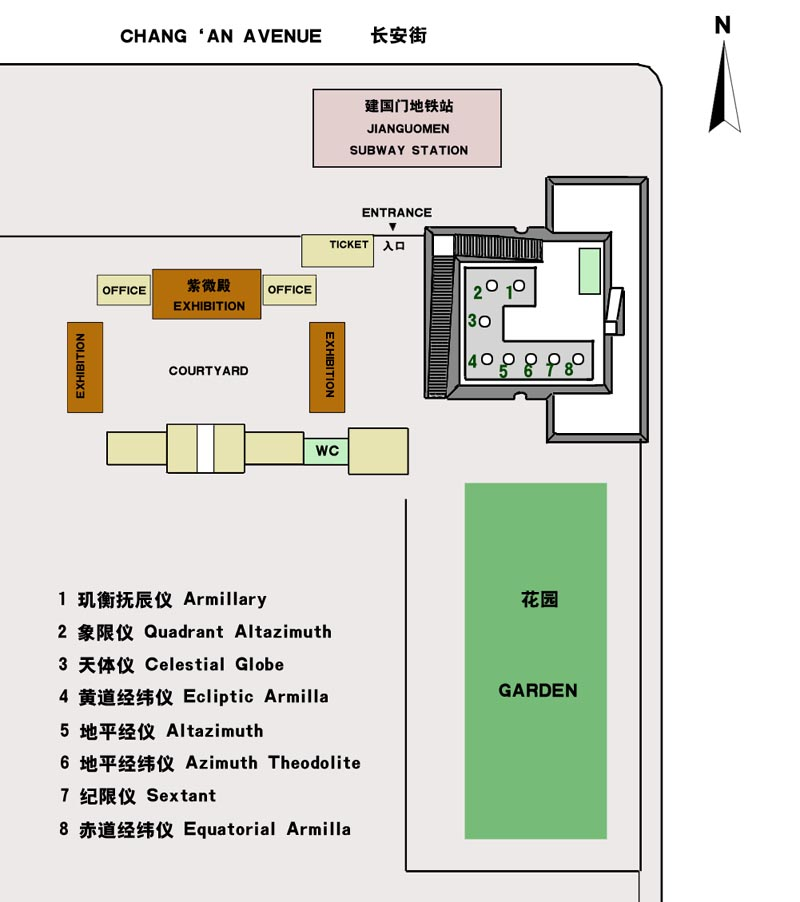
Platte grond van het observatorium

Het oudste deel stamt zelfs uit de Yuan-dynastie, uit het jaar 1279. Een markante 10 meter hoge observatietoren stamt uit de Ming-dynastie, zie boven 1442. Tijdens de Qing-dynastie werden de meeste instrumenten door de jezuïet Ferdinand Verbiest vernieuwd en verbeterd. Verbiest had rond 1660 na zijn confrater Adam Schall von Bell grote zeggenschap over het observatorium.
Later kwamen er nog een theodoliet (1715) en een nieuw armillarium (1744) bij. Tijdens en na de val van de Qing-dynastie, 1912, kwamen troepen van de achtlandenalliantie naar China en sleepten veel oude instrumenten weg, die echter tegen het einde van de Eerste Wereldoorlog grotendeels teruggegeven werden.

## Instrumenten

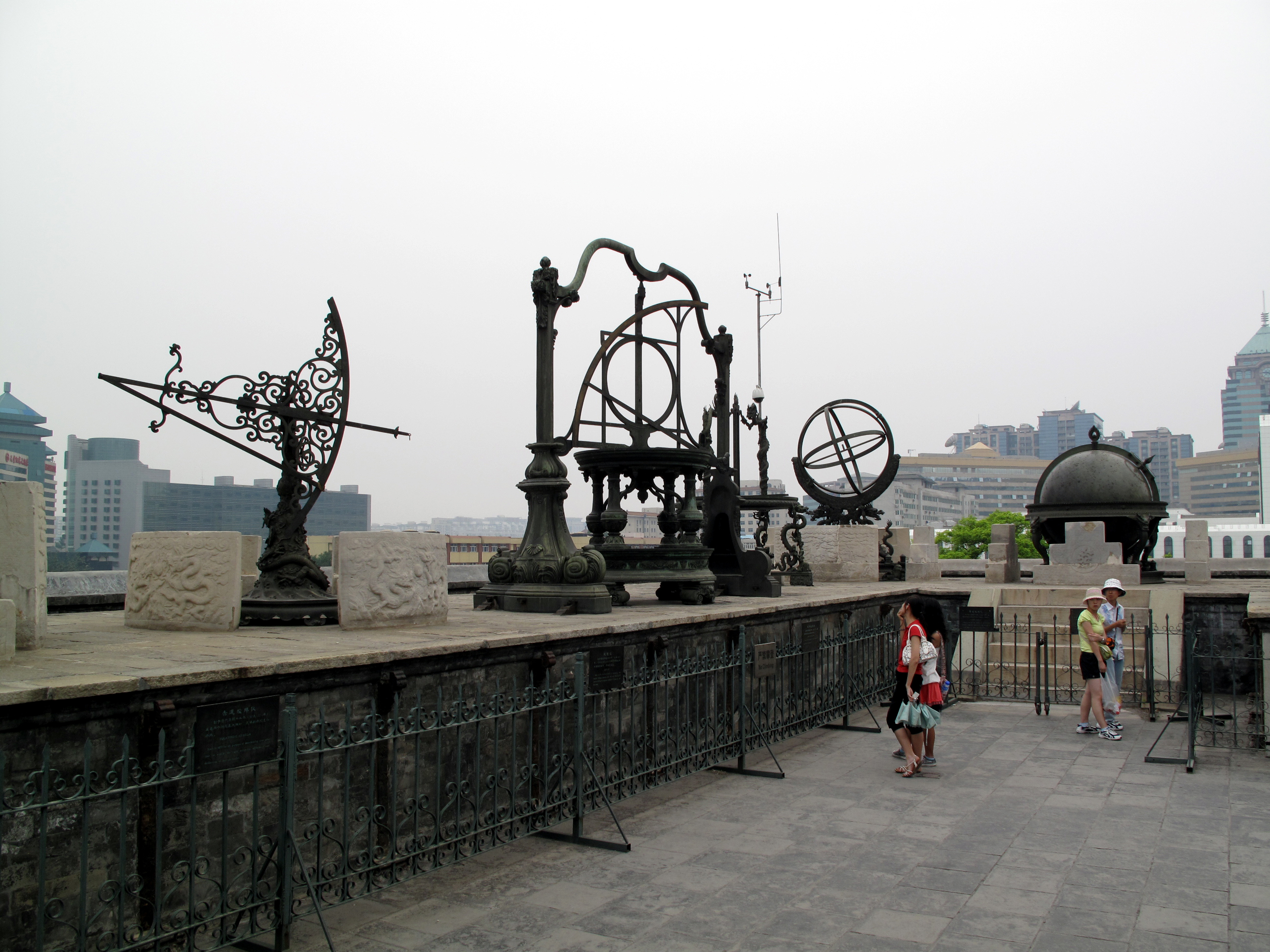
Instrumenten

De tegenwoordige instrumenten stammen overwegend uit de tijd van Ferdinand Verbiest, vanaf 1666 het hoofd van de missie van de jezuïeten in China. Weliswaar was in Europa de verrekijker al bekend, maar positiebepalingen aan de hemel werden overal verder op de wereld meestal nog zonder telescoop gedaan. De felle strijd en de confrontatie tussen de jezuïeten, die Tycho Brahes idee aanhingen en de Chinese astronomen, die aanhangers waren van de traditionele astronomie, leidden tot de arrestatie van Verbiest en zijn confrater Adam Schall von Bell op 16 november 1664.
Zij werden beschuldigd van samenzwering tegen de Staat. Maar op 2 mei 1665 werd, mede door de aardbeving in Peking, gratie verleend aan beiden. In 1670 werd Ferdinand Verbiest benoemd tot directeur van het Keizerlijk Observatorium van Peking. Hij kreeg van keizer Kangxi van de Qing-dynastie, die door vele historici beschouwd wordt als de meest succesvolle onder alle Chinese keizers, de opdracht om nieuwe astronomische instrumenten te bouwen.
1. De nieuwe armillarsfeer uit het jaar 1744 van Ignatius Koegler en Augustein de Hallerstein. Het instrument diende om de equatoriale coördinaten en de tijden van opkomst en ondergang van de hemellichamen aan te geven. Er zijn stelschroeven en uitwisselbare lager onderdelen in geval van slijtage.
2. Het kwadrant uit het jaar 1673 werd voor hoogtemeting gebruikt.
3. De prachtige hemelglobus uit het jaar 1673 werd vervaardigd onder leiding van Verbiest, evenals de andere uit 1673 stammende astronomische instrumenten (de nummers 2, 4, 6 en 7). Hij diende vooral als sterrenatlas, men kon de magnitude (de schijnbare helderheid) en de posities van de sterren aflezen. Verder diende hij ook voor het berekenen van opkomst en ondergang van de sterren.
4. De ecliptische armillarsfeer uit 1673. Ze bestaat uit twee in elkaar draaibare bronzen schijven en diende voor bepaling van de posities van ecliptische coördinaten van zon, maan en planeten. De binnenste cirkel kan op de ecliptica gecentreerd worden.
5. De theodoliet uit het jaar 1715 van Bernard-Klian Stumpf werd gebruikt voor het meten van hoogte en van azimut.
6. De sextant uit 1673 werd gebruikt voor het meten van de hoek tussen hemellichamen en het bepalen van de hoekgrootte van zon en maan.
7. De equatoriale armillarsfeer van 1673 diende om de equatoriale coördinaten te bepalen van sterren.

## Omgeving
Op het terrein in de voorhof van het tentoonstellingsgebouw bevinden zich replica van de oudere instrumenten. Deze replica zijn gemaakt in 1983. De originele van deze replica bevinden zich in het Purple Mountain Observatorium in Nanking:
1. Een grote armillarsfeer van 1493.
2. De zogenaamde vereenvoudigde armillarsfeer van 1276 in een verhouding 1:3.

Bij deze beide armillarsferen bevonden zich oorspronkelijk bekkens die met water gevuld waren en als een waterpas voor de instrumenten dienden.
1. Een gnomon uit de Ming-tijd om het exacte middaguur en de zonshoogte te bepalen.
2. Een equatoriale zonneklok uit de Ming-tijd.
3. Een kwadratische coördinaten meettafel met gnomon van Guo Shoujìng uit de Yuan-dynastie.
4. In de tuin ten zuiden van de observatietoren staan nog twee armillarsferen die gebruiksklaar zijn.